# Campeonato Mundial de Voleibol de Praia de 2019
Campeonato Mundial de Voleibol de Praia de 2019 foi a 12ª edição da competição que reuniu as melhores dupla mundiais representantes de países, em ambos os gêneros, realizado entre 28 de junho a 7 de julho de 2019 na cidade de Hamburgo, Alemanha, com um total de 96 duplas.

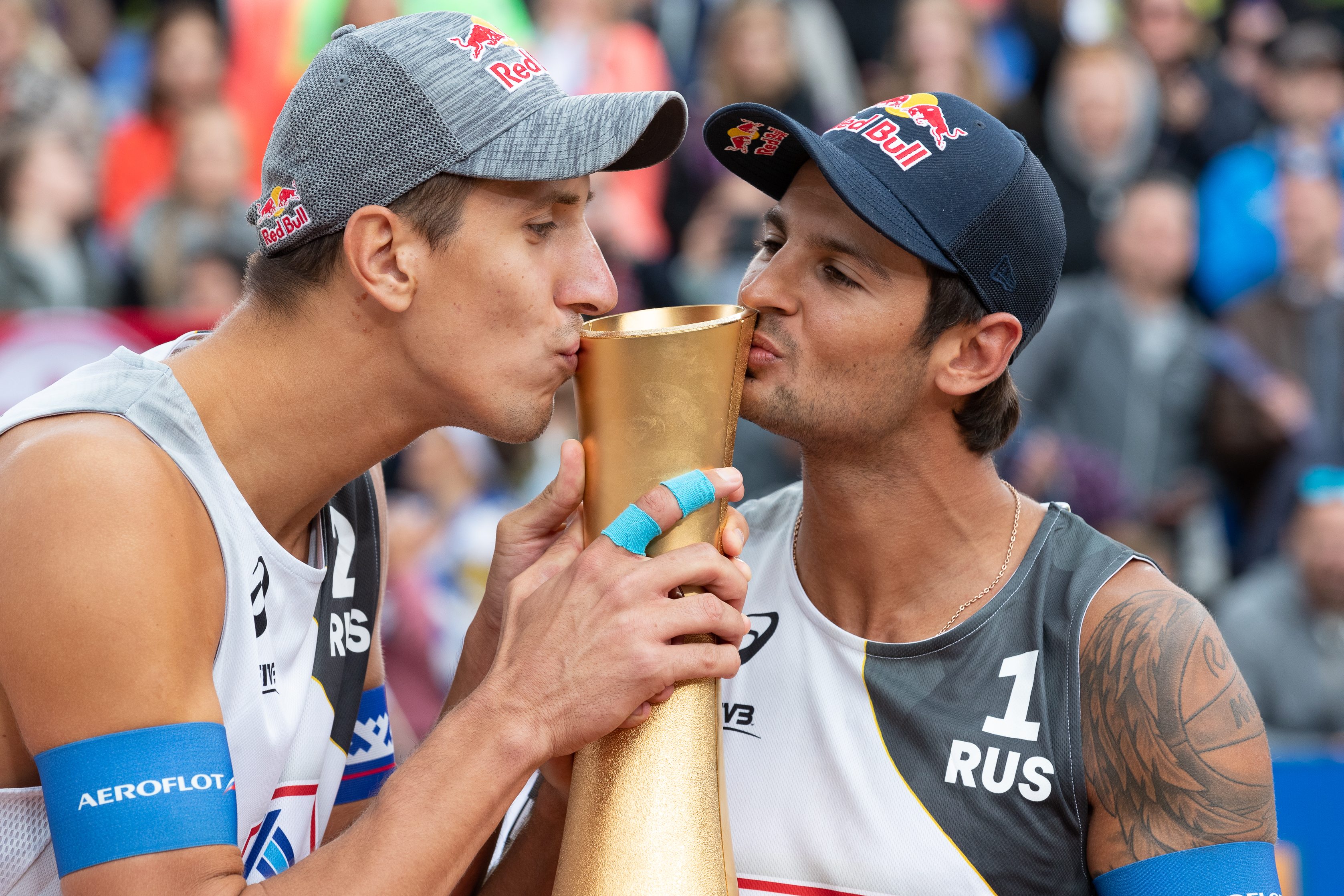

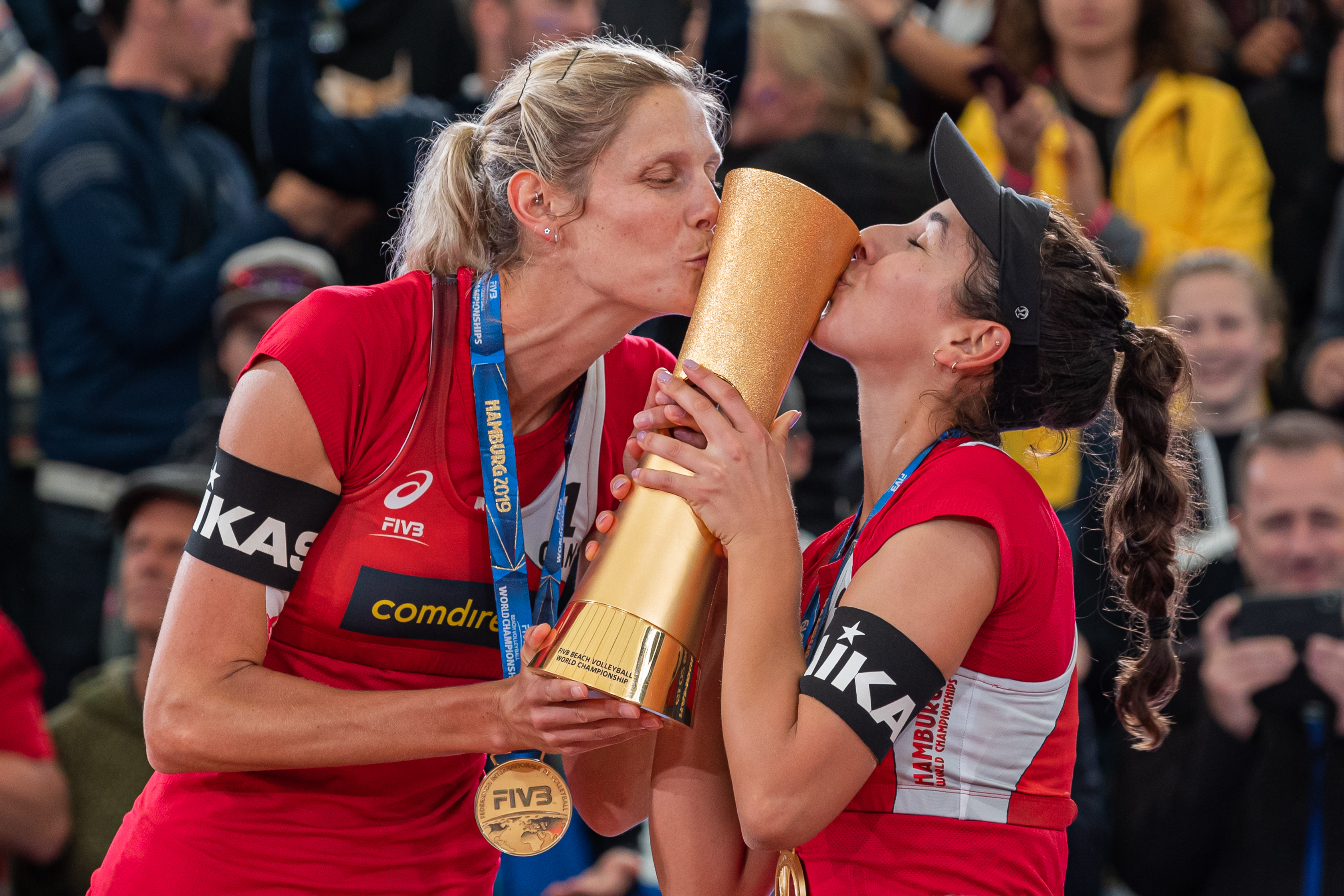

## Fórmula de disputa
A competição foi disputada por 48 duplas, distribuídas proporcionalmente entre os Grupos A, B, C, D, E, F, G, H, I, K e L. Nestes grupos, as duplas se enfrentaram em sistema de pontos corridos, ou seja, todos contra todos; o primeiro e o segundo colocado de cada grupo, um total de 24 duplas, avançaram para a rodada das 32 duplas, esta completada pelas quatro duplas com melhor índice na terceira colocação. As quatro últimas vagas foram conhecidas após a disputa das 8 duplas na "repescagem", que reunirá as outras terceiras colocadas; enquanto as quartas colocadas de cada grupo serão eliminadas da competição.
Após a rodada de 32 duplas (fase eliminatória), avançaram para as oitavas de final as 16 melhores equipes. Posteriormente, formaram as quartas de final, semifinal e final.

## Local dos jogos
| Local              |
| ------------------ |
| Hamburgo, Alemanha |
| Rothenbaum Stadium |
| Capacidade: 13 000 |
|                    |

## Campeões
| Evento            | Ouro                                       | Prata                          | Bronze                                   |
| Torneio masculino | Oleg Stoyanovskiy e Viacheslav Krasilnikov | Julius Thole e Clemens Wickler | Anders Mol e Christian Sørum             |
| Torneio feminino  | Sarah Pavan Melissa Humana-Paredes         | Alexandra Klineman April Ross  | Taliqua Clancy Mariafe Artacho del Solar |

## Torneio Masculino

### Fase classificatória
|  | Qualificados para pré-oitavas de final- (primeiro e segunda colocação)         |
|  | Qualificados para pré-oitavas de final- (melhores índices da terceira posição) |
|  | Qualificados para repescagem- (menores índices da terceira posição)            |
|  | Eliminados                                                                     |

#### Grupo A
|     |                |     | Jogos | Jogos | Jogos | Sets | Sets | Sets  | Pontos | Pontos | Pontos |
| Pos | Equipe         | Pts | T     | V     | D     | V    | P    | R     | V      | P      | R      |
| --- | -------------- | --- | ----- | ----- | ----- | ---- | ---- | ----- | ------ | ------ | ------ |
| 1   | Mol–Sørum      | 6   | 3     | 3     | 0     | 6    | 0    | MAX   | 126    | 87     | 1.448  |
| 2   | Pedro–Felipe   | 5   | 3     | 2     | 1     | 4    | 2    | 2.000 | 113    | 104    | 1.087  |
| 3   | Erdmann–Winter | 4   | 3     | 1     | 2     | 2    | 4    | 0.500 | 111    | 123    | 0.902  |
| 4   | González–Reyes | 3   | 3     | 0     | 3     | 0    | 6    | 0.000 | 91     | 127    | 0.717  |

| 28 jun | 19:15 | Mol–Sørum      | 2-0 | González–Reyes | 21-10, 21-14 | Relatório |
| 28 jun | 20:30 | Pedro–Felipe   | 2-0 | Erdmann–Winter | 21-18, 21-16 | Relatório |
| 30 jun | 17:00 | Mol–Sørum      | 2-0 | Erdmann–Winter | 21-18, 21-16 | Relatório |
| 30 jun | 17:00 | Pedro–Felipe   | 2-0 | González–Reyes | 21-12, 21-16 | Relatório |
| 2 jul  | 16:00 | Erdmann–Winter | 2-0 | González–Reyes | 21-19, 22-20 | Relatório |
| 2 jul  | 17:00 | Mol–Sørum      | 2-0 | Pedro–Felipe   | 21-14, 21-15 | Relatório |

#### Grupo B
|     |                 |     | Jogos | Jogos | Jogos | Sets | Sets | Sets  | Pontos | Pontos | Pontos |
| Pos | Equipe          | Pts | T     | V     | D     | V    | P    | R     | V      | P      | R      |
| --- | --------------- | --- | ----- | ----- | ----- | ---- | ---- | ----- | ------ | ------ | ------ |
| 1   | Fijałek–Bryl    | 6   | 3     | 3     | 0     | 6    | 2    | 3.000 | 153    | 135    | 1.133  |
| 2   | Pļaviņš–Točs    | 5   | 3     | 2     | 1     | 5    | 2    | 2.500 | 141    | 120    | 1.175  |
| 3   | Bergmann–Harms  | 4   | 3     | 1     | 2     | 3    | 4    | 0.750 | 124    | 126    | 0.984  |
| 4   | Abicha–Elgraoui | 3   | 3     | 0     | 3     | 0    | 6    | 0.000 | 89     | 126    | 0.706  |

| 28 jun | 16:00 | Fijałek–Bryl   | 2-0 | Abicha–Elgraoui | 21-15, 21-16        | Relatório |
| 28 jun | 16:00 | Pļaviņš–Točs   | 2-0 | Bergmann–Harms  | 21-19, 21-16        | Relatório |
| 30 jun | 13:00 | Fijałek–Bryl   | 2-1 | Bergmann–Harms  | 21-17, 16-21, 15-9  | Relatório |
| 30 jun | 13:00 | Pļaviņš–Točs   | 2-0 | Abicha–Elgraoui | 21-11, 21-15        | Relatório |
| 2 jul  | 16:00 | Fijałek–Bryl   | 2-1 | Pļaviņš–Točs    | 21-18, 18-21, 20-18 | Relatório |
| 2 jul  | 16:00 | Bergmann–Harms | 2-0 | Abicha–Elgraoui | 21-16, 21-16        | Relatório |

#### Grupo C
|     |                          |     | Jogos | Jogos | Jogos | Sets | Sets | Sets  | Pontos | Pontos | Pontos |
| Pos | Equipe                   | Pts | T     | V     | D     | V    | P    | R     | V      | P      | R      |
| --- | ------------------------ | --- | ----- | ----- | ----- | ---- | ---- | ----- | ------ | ------ | ------ |
| 1   | Stoyanovskiy–Krasilnikov | 6   | 3     | 3     | 0     | 6    | 0    | MAX   | 129    | 90     | 1.433  |
| 2   | Doppler–Horst            | 5   | 3     | 2     | 1     | 4    | 2    | 2.000 | 117    | 107    | 1.093  |
| 3   | Ranghieri–Caminati       | 4   | 3     | 1     | 2     | 2    | 4    | 0.500 | 109    | 116    | 0.940  |
| 4   | Gottsu–Ageba             | 3   | 3     | 0     | 3     | 0    | 6    | 0.000 | 84     | 126    | 0.667  |

| 28 jun | 15:00 | Stoyanovskiy–Krasilnikov | 2-0 | Gottsu–Ageba       | 21-10, 21-13 | Relatório |
| 28 jun | 16:00 | Doppler–Horst            | 2-0 | Ranghieri–Caminati | 21-18, 21-15 | Relatório |
| 30 jun | 14:00 | Doppler–Horst            | 2-0 | Gottsu–Ageba       | 21-12, 21-17 | Relatório |
| 30 jun | 16:00 | Stoyanovskiy–Krasilnikov | 2-0 | Ranghieri–Caminati | 21-16, 21-18 | Relatório |
| 1 jul  | 17:00 | Stoyanovskiy–Krasilnikov | 2-0 | Doppler–Horst      | 24-22, 21-11 | Relatório |
| 1 jul  | 18:00 | Ranghieri–Caminati       | 2-0 | Gottsu–Ageba       | 21-15, 21-17 | Relatório |

#### Grupo D
|     |                       |     | Jogos | Jogos | Jogos | Sets | Sets | Sets  | Pontos | Pontos | Pontos |
| Pos | Equipe                | Pts | T     | V     | D     | V    | P    | R     | V      | P      | R      |
| --- | --------------------- | --- | ----- | ----- | ----- | ---- | ---- | ----- | ------ | ------ | ------ |
| 1   | Cherif–Tijan          | 6   | 3     | 3     | 0     | 6    | 2    | 3.000 | 157    | 131    | 1.198  |
| 2   | Rossi–Carambula       | 5   | 3     | 2     | 1     | 5    | 3    | 1.667 | 150    | 146    | 1.027  |
| 3   | Perušič–Schweiner     | 4   | 3     | 1     | 2     | 3    | 4    | 0.750 | 130    | 129    | 1.008  |
| 4   | Koekelkoren–Van Walle | 4   | 4     | 0     | 4     | 1    | 6    | 0.167 | 109    | 140    | 0.779  |

| 28 jun | 17:00 | Koekelkoren–Van Walle | 0-2 | Perušič–Schweiner     | 18-21, 11-21        | Relatório |
| 28 jun | 18:00 | Cherif–Tijan          | 2-1 | Rossi–Carambula       | 19-21,21-14, 18-16  | Relatório |
| 29 jun | 17:00 | Cherif–Tijan          | 2-1 | Perušič–Schweiner     | 18-21, 21-13, 18-16 | Relatório |
| 29 jun | 18:00 | Koekelkoren–Van Walle | 1-2 | Rossi–Carambula       | 22-20, 18-21, 10-15 | Relatório |
| 1 jul  | 11:00 | Cherif–Tijan          | 2-0 | Koekelkoren–Van Walle | 21-15, 21-15        | Relatório |
| 1 jul  | 11:00 | Perušič–Schweiner     | 0-2 | Rossi–Carambula       | 18-21, 20-22        | Relatório |

#### Grupo E
|     |                     |     | Jogos | Jogos | Jogos | Sets | Sets | Sets  | Pontos | Pontos | Pontos |
| Pos | Equipe              | Pts | T     | V     | D     | V    | P    | R     | V      | P      | R      |
| --- | ------------------- | --- | ----- | ----- | ----- | ---- | ---- | ----- | ------ | ------ | ------ |
| 1   | Alison–Filho        | 6   | 3     | 3     | 0     | 6    | 1    | 6.000 | 144    | 113    | 1.274  |
| 2   | Allen–Slick         | 5   | 3     | 2     | 1     | 5    | 3    | 1.667 | 143    | 137    | 1.044  |
| 3   | Semenov–Leshukov    | 4   | 3     | 1     | 2     | 3    | 4    | 0.750 | 143    | 131    | 1.092  |
| 4   | Abdelrasoul–Mahmoud | 3   | 3     | 0     | 3     | 0    | 6    | 0.000 | 77     | 126    | 0.611  |

| 28 jun | 13:00 | Semenov–Leshukov | 2-0 | Abdelrasoul–Mahmoud | 21-15, 21-14        | Relatório |
| 28 jun | 14:00 | Alison–Filho     | 2-1 | Allen–Slick         | 19-21,21-15, 15-10  | Relatório |
| 30 jun | 16:00 | Semenov–Leshukov | 1-2 | Allen–Slick         | 21-13, 25-27, 12-15 | Relatório |
| 30 jun | 16:00 | Alison–Filho     | 2-0 | Abdelrasoul–Mahmoud | 21-16, 21-8         | Relatório |
| 2 jul  | 15:00 | Semenov–Leshukov | 0-2 | Alison–Filho        | 24-26, 19-21        | Relatório |
| 2 jul  | 15:00 | Allen–Slick      | 2-0 | Abdelrasoul–Mahmoud | 21-13, 21-11        | Relatório |

#### Grupo F
|     |                   |     | Jogos | Jogos | Jogos | Sets | Sets | Sets  | Pontos | Pontos | Pontos |
| Pos | Equipe            | Pts | T     | V     | D     | V    | P    | R     | V      | P      | R      |
| --- | ----------------- | --- | ----- | ----- | ----- | ---- | ---- | ----- | ------ | ------ | ------ |
| 1   | Saxton–O'Gorman   | 5   | 3     | 2     | 1     | 5    | 2    | 2.500 | 135    | 125    | 1.080  |
| 2   | Brouwer–Meeuwsen  | 5   | 3     | 2     | 1     | 4    | 3    | 1.333 | 138    | 128    | 1.078  |
| 3   | Dalhausser–Lucena | 4   | 3     | 1     | 2     | 2    | 4    | 0.500 | 111    | 111    | 1.000  |
| 4   | Azaad–Capogrosso  | 4   | 3     | 1     | 2     | 2    | 2    | 1.000 | 103    | 123    | 0.837  |

| 28 jun | 10:00 | Dalhausser–Lucena | 2-0 | Azaad–Capogrosso | 21-14, 21-13      | Relatório |
| 28 jun | 10:00 | Brouwer–Meeuwsen  | 2-1 | Saxton–O'Gorman  | 23-21,19-21, 15-9 | Relatório |
| 30 jun | 19:00 | Brouwer–Meeuwsen  | 0-2 | Azaad–Capogrosso | 20-22, 19-21      | Relatório |
| 30 jun | 19:15 | Dalhausser–Lucena | 0-2 | Saxton–O'Gorman  | 16-21, 19-21      | Relatório |
| 2 jul  | 15:00 | Dalhausser–Lucena | 0-2 | Brouwer–Meeuwsen | 19-21, 15-21      | Relatório |
| 2 jul  | 17:00 | Saxton–O'Gorman   | 2-0 | Azaad–Capogrosso | 21-14, 21-19      | Relatório |

#### Grupo G
|     |                   |     | Jogos | Jogos | Jogos | Sets | Sets | Sets  | Pontos | Pontos | Pontos |
| Pos | Equipe            | Pts | T     | V     | D     | V    | P    | R     | V      | P      | R      |
| --- | ----------------- | --- | ----- | ----- | ----- | ---- | ---- | ----- | ------ | ------ | ------ |
| 1   | Kantor–Łosiak     | 6   | 3     | 3     | 0     | 6    | 0    | MAX   | 128    | 98     | 1.306  |
| 2   | Gibb – Ta. Crabb  | 5   | 3     | 2     | 1     | 4    | 2    | 2.000 | 120    | 101    | 1.188  |
| 3   | Vieyto–Cairús     | 4   | 3     | 1     | 2     | 2    | 5    | 0.400 | 116    | 134    | 0.866  |
| 4   | Hudyakov–Velichko | 3   | 3     | 0     | 3     | 1    | 6    | 0.167 | 110    | 141    | 0.780  |

| 29 jun | 12:00 | Gibb – Ta. Crabb  | 2-0 | Vieyto–Cairús     | 21-17, 21-13        | Relatório |
| 29 jun | 12:00 | Kantor–Łosiak     | 2-0 | Hudyakov–Velichko | 21-10, 23-21        | Relatório |
| 30 jun | 17:00 | Kantor–Łosiak     | 2-0 | Vieyto–Cairús     | 21-16, 21-15        | Relatório |
| 30 jun | 18:00 | Gibb – Ta. Crabb  | 2-0 | Hudyakov–Velichko | 21-15, 21-14        | Relatório |
| 2 jul  | 17:00 | Gibb – Ta. Crabb  | 0-2 | Kantor–Łosiak     | 17-21, 19-21        | Relatório |
| 2 jul  | 18:00 | Hudyakov–Velichko | 1-2 | Vieyto–Cairús     | 21-19, 16-21, 13-15 | Relatório |

#### Grupo H
|     |              |     | Jogos | Jogos | Jogos | Sets | Sets | Sets  | Pontos | Pontos | Pontos |
| Pos | Equipe       | Pts | T     | V     | D     | V    | P    | R     | V      | P      | R      |
| --- | ------------ | --- | ----- | ----- | ----- | ---- | ---- | ----- | ------ | ------ | ------ |
| 1   | Nicolai–Lupo | 6   | 3     | 3     | 0     | 6    | 1    | 6.000 | 140    | 100    | 1.400  |
| 2   | André–George | 5   | 3     | 2     | 1     | 5    | 3    | 1.667 | 148    | 134    | 1.104  |
| 3   | Seidl–Waller | 4   | 3     | 1     | 2     | 3    | 4    | 0.750 | 124    | 119    | 1.042  |
| 4   | Soares–Nguvo | 3   | 3     | 0     | 3     | 0    | 6    | 0.000 | 67     | 126    | 0.532  |

| 29 jun | 19:00 | Nicolai–Lupo | 2-0 | Soares–Nguvo | 21-12, 21-4         | Relatório |
| 29 jun | 19:15 | André–George | 2-1 | Seidl–Waller | 21-19, 13-21, 16-14 | Relatório |
| 30 jun | 15:00 | Nicolai–Lupo | 2-0 | Seidl–Waller | 21-15, 21-13        | Relatório |
| 30 jun | 15:00 | André–George | 2-0 | Soares–Nguvo | 21-13, 21-11        | Relatório |
| 3 jul  | 12:00 | Seidl–Waller | 2-0 | Soares–Nguvo | 21-15, 21-12        | Relatório |
| 3 jul  | 14:00 | Nicolai–Lupo | 2-1 | André–George | 25-23, 16-21, 15-12 | Relatório |

#### Grupo I
|     |                 |     | Jogos | Jogos | Jogos | Sets | Sets | Sets  | Pontos | Pontos | Pontos |
| Pos | Equipe          | Pts | T     | V     | D     | V    | P    | R     | V      | P      | R      |
| --- | --------------- | --- | ----- | ----- | ----- | ---- | ---- | ----- | ------ | ------ | ------ |
| 1   | Evandro–Bruno   | 6   | 3     | 3     | 0     | 6    | 1    | 6.000 | 142    | 100    | 1.420  |
| 2   | Herrera–Gavira  | 5   | 3     | 2     | 1     | 4    | 2    | 2.000 | 116    | 120    | 0.967  |
| 3   | Durant–Schumann | 4   | 3     | 1     | 2     | 3    | 4    | 0.750 | 131    | 129    | 1.016  |
| 4   | Tigrito–Charly  | 3   | 3     | 0     | 3     | 0    | 6    | 0.000 | 91     | 131    | 0.695  |

| 29 jun | 14:00 | Evandro–Bruno   | 2-1 | Durant–Schumann | 19-21, 21-15, 18-16 | Relatório |
| 29 jun | 15:00 | Herrera–Gavira  | 2-0 | Tigrito–Charly  | 21-17, 26-24        | Relatório |
| 1 jul  | 14:00 | Herrera–Gavira  | 2-0 | Durant–Schumann | 21-18, 21-19        | Relatório |
| 1 jul  | 14:00 | Evandro–Bruno   | 2-0 | Tigrito–Charly  | 21-9, 21-12         | Relatório |
| 3 jul  | 10:00 | Herrera–Gavira  | 0-2 | Evandro–Bruno   | 11-21, 16-21        | Relatório |
| 3 jul  | 10:00 | Durant–Schumann | 2-0 | Tigrito–Charly  | 21-10, 21-19        | Relatório |

#### Grupo J
|     |                       |     | Jogos | Jogos | Jogos | Sets | Sets | Sets  | Pontos | Pontos | Pontos |
| Pos | Equipe                | Pts | T     | V     | D     | V    | P    | R     | V      | P      | R      |
| --- | --------------------- | --- | ----- | ----- | ----- | ---- | ---- | ----- | ------ | ------ | ------ |
| 1   | Ehlers–Flüggen        | 5   | 3     | 2     | 1     | 4    | 2    | 2.000 | 121    | 108    | 1.120  |
| 2   | Lyamin–Myskiv         | 5   | 3     | 2     | 1     | 4    | 2    | 2.000 | 123    | 112    | 1.098  |
| 3   | Ontiveros–Virgen      | 4   | 3     | 1     | 2     | 3    | 4    | 0.750 | 122    | 129    | 0.946  |
| 4   | M. Grimalt–E. Grimalt | 4   | 3     | 1     | 2     | 2    | 5    | 0.400 | 110    | 127    | 0.866  |

| 29 jun | 18:00 | M. Grimalt–E. Grimalt | 0-2 | Ehlers–Flüggen   | 17-21, 14-21        | Relatório |
| 29 jun | 18:00 | Lyamin–Myskiv         | 0-2 | Ontiveros–Virgen | 18-21, 21-23        | Relatório |
| 1 jul  | 17:00 | Lyamin–Myskiv         | 2-0 | Ehlers–Flüggen   | 21-17, 21-19        | Relatório |
| 1 jul  | 18:00 | M. Grimalt–E. Grimalt | 2-1 | Ontiveros–Virgen | 21+-12,11-21, 15-10 | Relatório |
| 3 jul  | 13:00 | M. Grimalt–E. Grimalt | 0-2 | Lyamin–Myskiv    | 19-21, 13-21        | Relatório |
| 3 jul  | 13:00 | Ontiveros–Virgen      | 0-2 | Ehlers–Flüggen   | 20-22, 15-21        | Relatório |

#### Grupo K
|     |                    |     | Jogos | Jogos | Jogos | Sets | Sets | Sets  | Pontos | Pontos | Pontos |
| Pos | Equipe             | Pts | T     | V     | D     | V    | P    | R     | V      | P      | R      |
| --- | ------------------ | --- | ----- | ----- | ----- | ---- | ---- | ----- | ------ | ------ | ------ |
| 3   | Heidrich–Gerson    | 5   | 3     | 2     | 1     | 4    | 2    | 2.000 | 126    | 110    | 1.145  |
| 1   | Samoilovs–Šmēdiņš  | 5   | 3     | 2     | 1     | 4    | 2    | 2.000 | 129    | 117    | 1.103  |
| 2   | Pedlow – Schachter | 5   | 3     | 2     | 1     | 4    | 2    | 2.000 | 124    | 115    | 1.078  |
| 4   | Zavala–Romo        | 3   | 3     | 0     | 3     | 0    | 6    | 0.000 | 89     | 126    | 0.706  |

| 29 jun | 13:00 | Samoilovs–Šmēdiņš  | 2-0 | Zavala–Romo        | 21-15, 21-15 | Relatório |
| 29 jun | 14:00 | Pedlow – Schachter | 0-2 | Heidrich–Gerson    | 19-21, 18-21 | Relatório |
| 1 jul  | 10:00 | Samoilovs–Šmēdiņš  | 2-0 | Heidrich–Gerson    | 21-19, 25-23 | Relatório |
| 1 jul  | 10:00 | Pedlow – Schachter | 2-0 | Zavala–Romo        | 21-17, 21-15 | Relatório |
| 3 jul  | 11:00 | Samoilovs–Šmēdiņš  | 0-2 | Pedlow – Schachter | 19-21, 22-24 | Relatório |
| 3 jul  | 11:00 | Heidrich–Gerson    | 2-0 | Zavala–Romo        | 21-16, 21-11 | Relatório |

#### Grupo L
|     |                          |     | Jogos | Jogos | Jogos | Sets | Sets | Sets  | Pontos | Pontos | Pontos |
| Pos | Equipe                   | Pts | T     | V     | D     | V    | P    | R     | V      | P      | R      |
| --- | ------------------------ | --- | ----- | ----- | ----- | ---- | ---- | ----- | ------ | ------ | ------ |
| 1   | Thole–Wickler            | 6   | 3     | 3     | 0     | 6    | 0    | MAX   | 127    | 96     | 1.323  |
| 2   | Bourne–Tr. Crabb         | 5   | 3     | 2     | 1     | 4    | 3    | 1.333 | 124    | 110    | 1.127  |
| 3   | Salemiinjehboroun–Vakili | 4   | 3     | 1     | 2     | 3    | 4    | 0.750 | 126    | 113    | 1.115  |
| 4   | Kavalo–Ntagengwa         | 3   | 3     | 0     | 3     | 0    | 6    | 0.000 | 68     | 126    | 0.540  |

| 29 jun | 13:00 | Thole–Wickler            | 2-0 | Kavalo–Ntagengwa         | 21-10, 21-15      | Relatório |
| 29 jun | 13:00 | Bourne–Tr. Crabb         | 2-1 | Salemiinjehboroun–Vakili | 13-21,21-16, 15-9 | Relatório |
| 1 jul  | 15:00 | Thole–Wickler            | 2-0 | Salemiinjehboroun–Vakili | 21-18, 22-20      | Relatório |
| 1 jul  | 15:00 | Bourne–Tr. Crabb         | 2-0 | Kavalo–Ntagengwa         | 21-13, 21-9       | Relatório |
| 2 jul  | 18:00 | Thole–Wickler            | 2-0 | Bourne–Tr. Crabb         | 21-16, 21-17      | Relatório |
| 2 jul  | 19:00 | Salemiinjehboroun–Vakili | 2-0 | Kavalo–Ntagengwa         | 21-10, 21-11      | Relatório |

## Fase eliminatória

### Repescagem
| 3 jul | 19:00 | Durant–Schumann   | 2-1 | Vieyto–Cairús      | 21-23, 21-19, 15-11 | Relatório |
| 3 jul | 20:30 | Perušič–Schweiner | 2-0 | Erdmann–Winter     | 26-24, 21-14        | Relatório |
| 3 jul | 19:15 | Bergmann–Harms    | 2-0 | Ranghieri–Caminati | 21-19, 21-16        | Relatório |
| 3 jul | 19:00 | Ontiveros–Virgen  | 0-2 | Dalhausser–Lucena  | 15-21, 17-21        | Relatório |

### Pré-oitavas de final
| 4 jul | 15:00 | Mol–Sørum                | 2-0 | Bergmann–Harms     | 21-13, 21-13        | Relatório |
| 4 jul | 15:00 | Pedro–Felipe             | 0-2 | Pļaviņš–Točs       | 19-21, 18-21        | Relatório |
| 4 jul | 11:00 | Evandro–Bruno            | 0-2 | Allen–Slick        | 19-21, 18-21        | Relatório |
| 4 jul | 11:00 | Salemiinjehboroun–Vakili | 1-2 | Nicolai–Lupo       | 16-21, 21-16, 7-15  | Relatório |
| 4 jul | 18:00 | Alison–Filho             | 2-0 | Pedlow – Schachter | 21-18, 21-14        | Relatório |
| 4 jul | 19:15 | Brouwer–Meeuwsen         | 0-2 | Thole–Wickler      | 21-23, 19-21        | Relatório |
| 4 jul | 17:00 | Lyamin–Myskiv            | 2-1 | Doppler–Horst      | 21-14, 15-21, 16-14 | Relatório |
| 4 jul | 18:00 | Dalhausser–Lucena        | 2-0 | Cherif–Tijan       | 21-18, 21-15        | Relatório |
| 4 jul | 15:00 | Stoyanovskiy–Krasilnikov | 2-0 | Perušič–Schweiner  | 21-13, 29-27        | Relatório |
| 4 jul | 16:00 | Gibb – Ta. Crabb         | 2-0 | Herrera–Gavira     | 21-16, 21-17        | Relatório |
| 4 jul | 12:00 | Heidrich–Gerson          | 0-2 | Rossi–Carambula    | 11-21, 13-21        | Relatório |
| 4 jul | 12:00 | Seidl–Waller             | 2-1 | Saxton–O'Gorman    | 22-24, 21-15, 15-8  | Relatório |
| 4 jul | 17:00 | Kantor–Łosiak            | 0-2 | Semenov–Leshukov   | 13-21, 17-21        | Relatório |
| 4 jul | 17:00 | Bourne–Tr. Crabb         | 2-1 | Ehlers–Flüggen     | 15-21, 21-19, 15-10 | Relatório |
| 4 jul | 13:00 | Samoilovs–Šmēdiņš        | 1-2 | André–George       | 21-17, 15-21, 15-17 | Relatório |
| 4 jul | 14:00 | Durant–Schumann          | 0-2 | Fijałek–Bryl       | 16-21, 19-21        | Relatório |

### Oitavas de final
| 5 jul | 16:45 | Mol–Sørum                | 2-0 | Pļaviņš–Točs      | 22-20, 21-17        | Relatório |
| 5 jul | 16:45 | Allen–Slick              | 1-2 | Nicolai–Lupo      | 25-27, 21-18, 13-15 | Relatório |
| 5 jul | 18:00 | Alison–Filho             | 0-2 | Thole–Wickler     | 14-21, 15-21        | Relatório |
| 5 jul | 18:00 | Lyamin–Myskiv            | 0-2 | Dalhausser–Lucena | 15-21, 17-21        | Relatório |
| 5 jul | 13:45 | Stoyanovskiy–Krasilnikov | 2-0 | Gibb – Ta. Crabb  | 21-13, 21-18        | Relatório |
| 5 jul | 15:00 | Rossi–Carambula          | 2-0 | Seidl–Waller      | 21-18, 21-15        | Relatório |
| 5 jul | 15:00 | Semenov–Leshukov         | 0-2 | Bourne–Tr. Crabb  | 18-21, 18-21        | Relatório |
| 5 jul | 13:45 | André–George             | 2-1 | Fijałek–Bryl      | 21-16, 15-21, 15-11 | Relatório |

### Quartas de final
| 6 jul | 10:30 | Mol–Sørum                | 2-0 | Nicolai–Lupo      | 21-13, 21-11        | Relatório |
| 6 jul | 11:45 | Thole–Wickler            | 2-0 | Dalhausser–Lucena | 0-0, 0-0            | Relatório |
| 6 jul | 11:45 | Stoyanovskiy–Krasilnikov | 2-0 | Rossi–Carambula   | 21-16, 21-16        | Relatório |
| 6 jul | 10:30 | Bourne–Tr. Crabb         | 2-1 | André–George      | 16-21, 21-15, 17-15 | Relatório |

### Semifinal
| 6 jul | 18:30 | Mol–Sørum                | 1-2 | Thole–Wickler    | 21-17, 16-21, 12-15 | Relatório |
| 6 jul | 17:00 | Stoyanovskiy–Krasilnikov | 2-1 | Bourne–Tr. Crabb | 21-13, 19-21, 15-11 | Relatório |

### Terceiro lugar
| 7 jul | 12:30 | Mol–Sørum | 2-1 | Bourne–Tr. Crabb | 19-21, 21-15,15-10 | Relatório |

### Final
| 7 jul | 14:00 | Thole–Wickler | 1-2 | Stoyanovskiy–Krasilnikov | 21-19, 17-21,11-15 | Relatório |

## Classificação final
| Posição                               | Equipe                                   | Pontuação   | Prêmio      |
| ------------------------------------- | ---------------------------------------- | ----------- | ----------- |
| Medalha de ouro                       | Oleg Stoyanovskiy Viacheslav Krasilnikov | 1600        | $ 60,000.00 |
| Medalha de prata                      | Julius Thole Clemens Wickler             | 1440        | $ 45,000.00 |
| Medalha de bronze                     | Anders Mol Christian Sørum               | 1280        | $ 35,000.00 |
| 4                                     | Tri Bourne Trevor Crabb                  | 1120        | $ 28,000.00 |
| 5                                     |                                          |             |             |
| André Loyola Stein George Wanderley   | 960                                      | $ 18,000.00 |             |
| Paolo Nicolai Daniele Lupo            | 960                                      | $ 18,000.00 |             |
| Enrico Rossi Adrian Carambula         | 960                                      | $ 18,000.00 |             |
| Phil Dalhausser Nick Lucena           | 960                                      | $ 18,000.00 |             |
| 9                                     |                                          |             |             |
| Robin Seidl Philipp Waller            | 800                                      | $ 11,000.00 |             |
| Alison Cerutti Álvaro Filho           | 800                                      | $ 11,000.00 |             |
| Mārtiņš Pļaviņš Edgars Točs           | 800                                      | $ 11,000.00 |             |
| Grzegorz Fijałek Michał Bryl          | 800                                      | $ 11,000.00 |             |
| Nikita Lyamin Taras Myskiv            | 800                                      | $ 11,000.00 |             |
| Konstantin Semenov Ilya Leshukov      | 800                                      | $ 11,000.00 |             |
| William Allen Stafford Slick          | 800                                      | $ 11,000.00 |             |
| Jake Gibb Taylor Crabb                | 800                                      | $ 11,000.00 |             |
| 17                                    |                                          |             |             |
| Cole Durant Damien Schumann           | 640                                      | $ 7,000.00  |             |
| Clemens Doppler Alexander Horst       | 640                                      | $ 7,000.00  |             |
| Evandro Gonçalves Bruno Oscar Schmidt | 640                                      | $ 7,000.00  |             |
| Pedro Solberg Vitor Felipe            | 640                                      | $ 7,000.00  |             |
| Sam Pedlow Sam Schachter              | 640                                      | $ 7,000.00  |             |
| Ben Saxton Grant O'Gorman             | 640                                      | $ 7,000.00  |             |
| Ondřej Perušič David Schweiner        | 640                                      | $ 7,000.00  |             |
| Pablo Herrera Adrián Gavira           | 640                                      | $ 7,000.00  |             |
| Philipp Bergmann Yannick Harms        | 640                                      | $ 7,000.00  |             |
| Nils Ehlers Lars Flüggen              | 640                                      | $ 7,000.00  |             |
| Bahman Salemiinjehboroun Arash Vakili | 640                                      | $ 7,000.00  |             |
| Aleksandrs Samoilovs Jānis Šmēdiņš    | 640                                      | $ 7,000.00  |             |
| Alexander Brouwer Robert Meeuwsen     | 640                                      | $ 7,000.00  |             |
| Piotr Kantor Bartosz Łosiak           | 640                                      | $ 7,000.00  |             |
| Cherif Younousse Ahmed Tijan          | 640                                      | $ 7,000.00  |             |
| 33                                    |                                          |             |             |
| Jonathan Erdmann Sven Winter          | 320                                      | $ 4,800.00  |             |
| Alex Ranghieri Marco Caminati         | 320                                      | $ 4,800.00  |             |
| Lombardo Ontiveros Juan Virgen        | 320                                      | $ 4,800.00  |             |
| Mauricio Vieyto Marco Cairús          | 320                                      | $ 4,800.00  |             |
| 37                                    |                                          |             |             |
| Julián Azaad Nicolás Capogrosso       | 160                                      | $ 3,400.00  |             |
| Dries Koekelkoren Tom Van Walle       | 160                                      | $ 3,400.00  |             |
| Marco Grimalt Esteban Grimalt         | 160                                      | $ 3,400.00  |             |
| Ignacio Zavala Gaspar Romo            | 160                                      | $ 3,400.00  |             |
| Sergio González Luis Reyes            | 160                                      | $ 3,400.00  |             |
| Gottsu Yuya Ageba                     | 160                                      | $ 3,400.00  |             |
| Mohamed Abicha Zouheir El Graoui      | 160                                      | $ 3,400.00  |             |
| Delcio Soares Aldevino Nguvo          | 160                                      | $ 3,400.00  |             |
| Tamer Abdelrasoul Assam Mahmoud       | 160                                      | $ 3,400.00  |             |
| Maksim Hudyakov Igor Velichko         | 160                                      | $ 3,400.00  |             |
| Patrick Kavalo Olivier Ntagengwa      | 160                                      | $ 3,400.00  |             |
| Tigrito Gómez Charly Rangel           | 160                                      | $ 3,400.00  |             |

## Torneio Feminino

### Fase classificatória
|  | Qualificados para pré-oitavas de final- (primeiro e segunda colocação)         |
|  | Qualificados para pré-oitavas de final- (melhores índices da terceira posição) |
|  | Qualificados para repescagem- (menores índices da terceira posição)            |
|  | Eliminados                                                                     |

#### Grupo A
|     |                     |     | Jogos | Jogos | Jogos | Sets | Sets | Sets  | Pontos | Pontos | Pontos |
| Pos | Equipe              | Pts | T     | V     | D     | V    | P    | R     | V      | P      | R      |
| --- | ------------------- | --- | ----- | ----- | ----- | ---- | ---- | ----- | ------ | ------ | ------ |
| 1   | Menegatti–Toth      | 6   | 3     | 3     | 0     | 6    | 0    | MAX   | 126    | 88     | 1.432  |
| 2   | Ittlinger–Laboureur | 5   | 3     | 2     | 1     | 4    | 2    | 2.000 | 121    | 110    | 1.100  |
| 3   | Megan–Nicole        | 4   | 3     | 1     | 2     | 2    | 4    | 0.500 | 118    | 116    | 1.017  |
| 4   | Michelle–Pati       | 3   | 3     | 0     | 3     | 0    | 6    | 0.000 | 75     | 126    | 0.595  |

| 28 jun | 13:00 | Ittlinger–Laboureur | 2-0 | Michelle–Pati       | 21-15, 21-10 | Relatório |
| 28 jun | 13:00 | Menegatti–Orsi Toth | 2-0 | Megan–Nicole        | 21-18, 21-15 | Relatório |
| 29 jun | 17:00 | Ittlinger–Laboureur | 2-0 | Megan–Nicole        | 22-20, 25-23 | Relatório |
| 29 jun | 17:00 | Menegatti–Orsi Toth | 2-0 | Michelle–Pati       | 21-11, 21-12 | Relatório |
| 1 jul  | 19:00 | Megan–Nicole        | 2-0 | Michelle–Pati       | 21-13, 21-14 | Relatório |
| 1 jul  | 20:30 | Ittlinger–Laboureur | 0-2 | Menegatti–Orsi Toth | 17-21, 15-21 | Relatório |

#### Grupo B
|     |                              |     | Jogos | Jogos | Jogos | Sets | Sets | Sets  | Pontos | Pontos | Pontos |
| Pos | Equipe                       | Pts | T     | V     | D     | V    | P    | R     | V      | P      | R      |
| --- | ---------------------------- | --- | ----- | ----- | ----- | ---- | ---- | ----- | ------ | ------ | ------ |
| 1   | Graudina–Kravčenoka          | 6   | 3     | 3     | 0     | 6    | 0    | MAX   | 126    | 91     | 1.385  |
| 2   | Schützenhöferk–Plesiutschnig | 5   | 3     | 2     | 1     | 4    | 3    | 1.333 | 125    | 110    | 1.136  |
| 3   | Körtzinger–Schneider         | 4   | 3     | 1     | 2     | 3    | 5    | 0.600 | 124    | 147    | 0.844  |
| 4   | Kociołek–Wojtasik            | 3   | 3     | 0     | 3     | 1    | 6    | 0.167 | 113    | 140    | 0.807  |

| 28 jun | 14:00 | Schützenhöferk–Plesiutschnig | 2-1 | Körtzinger–Schneider | 21-10,16-21, 15-8   | Relatório |
| 28 jun | 14:00 | Kociołek–Wojtasik            | 0-2 | Graudina–Kravčenoka  | 15-21, 16-21        | Relatório |
| 29 jun | 15:00 | Schützenhöferk–Plesiutschnig | 0-2 | Graudina–Kravčenoka  | 14-21, 15-21        | Relatório |
| 29 jun | 15:00 | Kociołek–Wojtasik            | 1-2 | Körtzinger–Schneider | 21-23, 21-16, 11-15 | Relatório |
| 1 jul  | 13:00 | Schützenhöferk–Plesiutschnig | 2-0 | Kociołek–Wojtasik    | 23-21, 21-8         | Relatório |
| 1 jul  | 14:00 | Graudina–Kravčenoka          | 2-0 | Körtzinger–Schneider | 21-14, 21-17        | Relatório |

#### Grupo C
|     |                        |     | Jogos | Jogos | Jogos | Sets | Sets | Sets  | Pontos | Pontos | Pontos |
| Pos | Equipe                 | Pts | T     | V     | D     | V    | P    | R     | V      | P      | R      |
| --- | ---------------------- | --- | ----- | ----- | ----- | ---- | ---- | ----- | ------ | ------ | ------ |
| 1   | Heidrich – Vergé-Dépré | 6   | 3     | 3     | 0     | 6    | 1    | 6.000 | 136    | 103    | 1.320  |
| 2   | Bansley–Wilkerson      | 5   | 3     | 2     | 1     | 5    | 3    | 1.667 | 140    | 120    | 1.167  |
| 3   | Behrens–Tillmann       | 4   | 3     | 1     | 2     | 3    | 4    | 0.750 | 123    | 114    | 1.079  |
| 4   | Bausero–Rotti          | 3   | 3     | 0     | 3     | 0    | 6    | 0.000 | 64     | 126    | 0.508  |

| 29 jun | 16:00 | Bansley–Wilkerson      | 2-0 | Bausero–Rotti          | 21-8, 21-7          | Relatório |
| 29 jun | 16:00 | Behrens–Tillmann       | 0-2 | Heidrich – Vergé-Dépré | 17-21, 11-21        | Relatório |
| 30 jun | 14:00 | Bansley–Wilkerson      | 1-2 | Heidrich – Vergé-Dépré | 19-21,21-16, 8-15   | Relatório |
| 30 jun | 14:00 | Behrens–Tillmann       | 2-0 | Bausero–Rotti          | 21-11, 21-11        | Relatório |
| 2 jul  | 14:00 | Bansley–Wilkerson      | 2-1 | Behrens–Tillmann       | 14-21, 21-19, 15-13 | Relatório |
| 2 jul  | 14:00 | Heidrich – Vergé-Dépré | 2-0 | Bausero–Rotti          | 21-15, 21-12        | Relatório |

#### Grupo D
|     |                      |     | Jogos | Jogos | Jogos | Sets | Sets | Sets  | Pontos | Pontos | Pontos |
| Pos | Equipe               | Pts | T     | V     | D     | V    | P    | R     | V      | P      | R      |
| --- | -------------------- | --- | ----- | ----- | ----- | ---- | ---- | ----- | ------ | ------ | ------ |
| 1   | Ana Patrícia–Rebecca | 6   | 3     | 3     | 0     | 6    | 1    | 6.000 | 140    | 100    | 1.400  |
| 2   | Fernández–Elsa       | 5   | 3     | 2     | 1     | 4    | 3    | 1.333 | 130    | 113    | 1.150  |
| 3   | Bieneck–Schneider    | 4   | 3     | 1     | 2     | 4    | 4    | 1.000 | 142    | 127    | 1.118  |
| 4   | Nzayisenga–Judith    | 3   | 3     | 0     | 3     | 0    | 6    | 0.000 | 54     | 126    | 0.429  |

| 28 jun | 17:00 | Ana Patrícia–Rebecca | 2-0 | Nzayisenga–Judith | 21-10, 21-9        | Relatório |
| 28 jun | 17:00 | Fernández–Elsa       | 2-1 | Bieneck–Schneider | 21-18,19-21, 15-13 | Relatório |
| 30 jun | 18:00 | Ana Patrícia–Rebecca | 2-1 | Bieneck–Schneider | 21-14,20-22, 15-12 | Relatório |
| 30 jun | 18:00 | Fernández–Elsa       | 2-0 | Nzayisenga–Judith | 21-5, 21-14        | Relatório |
| 1 jul  | 13:00 | Ana Patrícia–Rebecca | 2-0 | Fernández–Elsa    | 21-18, 21-15       | Relatório |
| 1 jul  | 13:00 | Bieneck–Schneider    | 2-0 | Nzayisenga–Judith | 21-12, 21-4        | Relatório |

#### Grupo E
|     |                  |     | Jogos | Jogos | Jogos | Sets | Sets | Sets  | Pontos | Pontos | Pontos |
| Pos | Equipe           | Pts | T     | V     | D     | V    | P    | R     | V      | P      | R      |
| --- | ---------------- | --- | ----- | ----- | ----- | ---- | ---- | ----- | ------ | ------ | ------ |
| 1   | Borger–Sude      | 6   | 3     | 3     | 0     | 6    | 1    | 6.000 | 141    | 109    | 1.294  |
| 2   | Klineman–A. Ross | 5   | 3     | 2     | 1     | 5    | 2    | 2.500 | 132    | 93     | 1.419  |
| 3   | Xue–Wang X.      | 4   | 3     | 1     | 2     | 2    | 4    | 0.500 | 96     | 111    | 0.865  |
| 4   | Mendoza–Lolette  | 3   | 3     | 0     | 3     | 0    | 6    | 0.000 | 70     | 126    | 0.556  |

| 29 jun | 19:00 | Klineman–A. Ross | 2-0 | Mendoza–Lolette | 21-8, 21-7          | Relatório |
| 29 jun | 20:30 | Borger–Sude      | 2-0 | Xue–Wang X.     | 21-15, 21-18        | Relatório |
| 30 jun | 15:00 | Klineman–A. Ross | 2-0 | Xue–Wang X.     | 21-10, 21-11        | Relatório |
| 30 jun | 16:00 | Borger–Sude      | 2-0 | Mendoza–Lolette | 21-14, 21-14        | Relatório |
| 1 jul  | 19:00 | Klineman–A. Ross | 1-2 | Borger–Sude     | 15-21, 23-21, 10-15 | Relatório |
| 1 jul  | 19:15 | Xue–Wang X.      | 2-0 | Mendoza–Lolette | 21-13, 21-14        | Relatório |

#### Grupo F
|     |                    |     | Jogos | Jogos | Jogos | Sets | Sets | Sets  | Pontos | Pontos | Pontos |
| Pos | Equipe             | Pts | T     | V     | D     | V    | P    | R     | V      | P      | R      |
| --- | ------------------ | --- | ----- | ----- | ----- | ---- | ---- | ----- | ------ | ------ | ------ |
| 1   | Ágatha–Duda        | 6   | 3     | 3     | 0     | 6    | 0    | MAX   | 126    | 85     | 1.482  |
| 2   | Xia–Wang F.        | 5   | 3     | 2     | 1     | 4    | 3    | 1.333 | 85     | 98     | 0.867  |
| 3   | Koshikawa–Murakami | 4   | 3     | 1     | 2     | 3    | 4    | 0.750 | 129    | 133    | 0.970  |
| 4   | Leila–Tamayo       | 3   | 3     | 0     | 3     | 0    | 6    | 0.000 | 60     | 126    | 0.476  |

| 28 jun | 12:00 | Ágatha–Duda        | 2-0 | Leila–Tamayo       | 21-15, 21-12       | Relatório |
| 28 jun | 12:00 | Xia–Wang F.        | 2-1 | Koshikawa–Murakami | 21-19,20-22, 17-15 | Relatório |
| 30 jun | 10:00 | Ágatha–Duda        | 2-0 | Koshikawa–Murakami | 21-13, 21-18       | Relatório |
| 30 jun | 10:00 | Xia–Wang F.        | 2-0 | Leila–Tamayo       | 21-0, 21-0         | Relatório |
| 1 jul  | 16:00 | Ágatha–Duda        | 2-0 | Xia–Wang F.        | 21-16, 21-11       | Relatório |
| 1 jul  | 17:00 | Koshikawa–Murakami | 2-0 | Leila–Tamayo       | 21-17, 21-16       | Relatório |

#### Grupo G
| 28 jun | 15:00 | Clancy–Artacho       | 2-0 | Maita–Letendrie      | 21-5, 21-6        | Relatório |
| 28 jun | 15:00 | Sweat–Walsh Jennings | 1-2 | Stubbe–Van Iersel    | 15-21,21-19, 9-15 | Relatório |
| 30 jun | 11:00 | Clancy–Artacho       | 0-2 | Stubbe–Van Iersel    | 19-21, 22-24      | Relatório |
| 30 jun | 11:00 | Sweat–Walsh Jennings | 2-0 | Maita–Letendrie      | 21-2, 21-2        | Relatório |
| 1 jul  | 16:00 | Stubbe–Van Iersel    | 2-0 | Maita–Letendrie      | 21-5, 21-8        | Relatório |
| 1 jul  | 18:00 | Clancy–Artacho       | 2-0 | Sweat–Walsh Jennings | 21-19, 24-22      | Relatório |

#### Grupo H
|     |                   |     | Jogos | Jogos | Jogos | Sets | Sets | Sets  | Pontos | Pontos | Pontos |
| Pos | Equipe            | Pts | T     | V     | D     | V    | P    | R     | V      | P      | R      |
| --- | ----------------- | --- | ----- | ----- | ----- | ---- | ---- | ----- | ------ | ------ | ------ |
| 1   | Keizer–Meppelink  | 6   | 3     | 3     | 0     | 6    | 0    | MAX   | 126    | 77     | 1.636  |
| 2   | Betschart–Hüberli | 5   | 3     | 2     | 1     | 4    | 2    | 2.000 | 120    | 99     | 1.212  |
| 3   | Laird–Palmer      | 4   | 3     | 1     | 2     | 2    | 4    | 0.500 | 104    | 108    | 0.963  |
| 4   | Randa–Doaa        | 3   | 3     | 0     | 3     | 0    | 6    | 0.000 | 60     | 126    | 0.476  |

| 28 jun | 19:00 | Keizer–Meppelink  | 2-0 | Randa–Doaa        | 21-7, 21-6   | Relatório |
| 28 jun | 19:00 | Betschart–Hüberli | 2-0 | Laird–Palmer      | 21-15, 21-19 | Relatório |
| 30 jun | 12:00 | Keizer–Meppelink  | 2-0 | Laird–Palmer      | 21-16, 21-12 | Relatório |
| 30 jun | 12:00 | Betschart–Hüberli | 2-0 | Randa–Doaa        | 21-11, 21-12 | Relatório |
| 2 jul  | 11:00 | Keizer–Meppelink  | 2-0 | Betschart–Hüberli | 21-18, 21-18 | Relatório |
| 2 jul  | 11:00 | Laird–Palmer      | 2-0 | Randa–Doaa        | 21-11, 21-13 | Relatório |

#### Grupo I
|     |                        |     | Jogos | Jogos | Jogos | Sets | Sets | Sets  | Pontos | Pontos | Pontos |
| Pos | Equipe                 | Pts | T     | V     | D     | V    | P    | R     | V      | P      | R      |
| --- | ---------------------- | --- | ----- | ----- | ----- | ---- | ---- | ----- | ------ | ------ | ------ |
| 1   | Pavan – Humana-Paredes | 6   | 3     | 3     | 0     | 6    | 2    | 3.000 | 157    | 127    | 1.236  |
| 2   | Sponcil–Claes          | 5   | 3     | 2     | 1     | 5    | 2    | 2.500 | 141    | 102    | 1.382  |
| 3   | Ukolova–Birlova        | 4   | 3     | 1     | 2     | 3    | 4    | 0.750 | 117    | 128    | 0.914  |
| 4   | Ayala–Rios             | 3   | 3     | 0     | 3     | 0    | 6    | 0.000 | 68     | 126    | 0.540  |

| 29 jun | 10:00 | Pavan – Humana-Paredes | 2-0 | Ayala–Rios      | 21-6, 21-13         | Relatório |
| 29 jun | 10:00 | Sponcil–Claes          | 2-0 | Ukolova–Birlova | 21-8, 21-16         | Relatório |
| 30 jun | 13:00 | Pavan – Humana-Paredes | 2-1 | Ukolova–Birlova | 18-21, 21-17, 15-13 | Relatório |
| 30 jun | 14:00 | Sponcil–Claes          | 2-0 | Ayala–Rios      | 21-8, 21-9          | Relatório |
| 2 jul  | 12:00 | Pavan – Humana-Paredes | 2-1 | Sponcil–Claes   | 22-24, 21-17, 18-16 | Relatório |
| 2 jul  | 12:00 | Ukolova–Birlova        | 2-0 | Ayala–Rios      | 21-18, 21-14        | Relatório |

#### Grupo J
|     |                   |     | Jogos | Jogos | Jogos | Sets | Sets | Sets  | Pontos | Pontos | Pontos |
| Pos | Equipe            | Pts | T     | V     | D     | V    | P    | R     | V      | P      | R      |
| --- | ----------------- | --- | ----- | ----- | ----- | ---- | ---- | ----- | ------ | ------ | ------ |
| 1   | Kozuch–Ludwig     | 5   | 3     | 2     | 1     | 5    | 2    | 2.500 | 129    | 102    | 1.265  |
| 2   | Antonelli – Carol | 5   | 3     | 2     | 1     | 5    | 3    | 1.667 | 143    | 116    | 1.233  |
| 3   | Larsen–Stockman   | 5   | 3     | 2     | 1     | 4    | 3    | 1.333 | 129    | 113    | 1.142  |
| 4   | Nnoruga–Ikhiede   | 3   | 3     | 0     | 3     | 0    | 6    | 0.000 | 56     | 126    | 0.444  |

| 28 jun | 16:00 | Antonelli – Carol | 2-0 | Nnoruga–Ikhiede | 21-11, 21-7         | Relatório |
| 28 jun | 16:00 | Larsen–Stockman   | 0-2 | Kozuch–Ludwig   | 19-21, 15-21        | Relatório |
| 30 jun | 19:00 | Larsen–Stockman   | 2-0 | Nnoruga–Ikhiede | 21-6, 21-13         | Relatório |
| 30 jun | 20:30 | Antonelli – Carol | 2-1 | Kozuch–Ludwig   | 13-21, 21-13, 15-11 | Relatório |
| 2 jul  | 13:00 | Antonelli – Carol | 1-2 | Larsen–Stockman | 22-24, 21-14, 9-15  | Relatório |
| 2 jul  | 13:00 | Kozuch–Ludwig     | 2-0 | Nnoruga–Ikhiede | 21-10, 21-9         | Relatório |

#### Grupo K
|     |                       |     | Jogos | Jogos | Jogos | Sets | Sets | Sets  | Pontos | Pontos | Pontos |
| Pos | Equipe                | Pts | T     | V     | D     | V    | P    | R     | V      | P      | R      |
| --- | --------------------- | --- | ----- | ----- | ----- | ---- | ---- | ----- | ------ | ------ | ------ |
| 1   | Makroguzova–Kholomina | 5   | 3     | 2     | 1     | 5    | 2    | 2.500 | 136    | 112    | 1.214  |
| 2   | Hughes–S. Ross        | 5   | 3     | 2     | 1     | 4    | 3    | 1.333 | 128    | 127    | 1.008  |
| 3   | Gallay–Pereyra        | 4   | 3     | 1     | 2     | 3    | 5    | 0.600 | 135    | 146    | 0.925  |
| 4   | Zeng–Lin              | 4   | 3     | 1     | 2     | 2    | 4    | 0.500 | 100    | 114    | 0.877  |

| 29 jun | 11:00 | Hughes–S. Ross        | 2-1 | Gallay–Pereyra        | 21-18, 15-21, 16-14 | Relatório |
| 29 jun | 11:00 | Makroguzova–Kholomina | 2-0 | Zeng–Lin              | 21-15, 21-11        | Relatório |
| 1 jul  | 12:00 | Hughes–S. Ross        | 2-0 | Zeng–Lin              | 21-19, 21-13        | Relatório |
| 1 jul  | 12:00 | Makroguzova–Kholomina | 1-2 | Gallay–Pereyra        | 21-15, 17-21, 14-16 | Relatório |
| 2 jul  | 13:00 | Zeng–Lin              | 2-0 | Gallay–Pereyra        | 21-12, 21-18        | Relatório |
| 2 jul  | 14:00 | Hughes–S. Ross        | 0-2 | Makroguzova–Kholomina | 16-21, 18-21        | Relatório |

#### Grupo L
|     |                           |     | Jogos | Jogos | Jogos | Sets | Sets | Sets  | Pontos | Pontos | Pontos |
| Pos | Equipe                    | Pts | T     | V     | D     | V    | P    | R     | V      | P      | R      |
| --- | ------------------------- | --- | ----- | ----- | ----- | ---- | ---- | ----- | ------ | ------ | ------ |
| 1   | Bárbara–Fernanda          | 6   | 3     | 3     | 0     | 6    | 0    | MAX   | 126    | 86     | 1.465  |
| 3   | Štrbová–Dubovcová         | 5   | 3     | 2     | 1     | 4    | 2    | 2.000 | 112    | 97     | 1.155  |
| 2   | Lahti-Liukkonen–Parkkinen | 4   | 3     | 1     | 2     | 2    | 4    | 0.500 | 104    | 104    | 1.000  |
| 4   | Revuelta–Orellana         | 3   | 3     | 0     | 3     | 0    | 6    | 0.000 | 71     | 126    | 0.563  |

| 28 jun | 11:00 | Bárbara–Fernanda          | 2-0 | Revuelta–Orellana         | 21-14, 21-12 | Relatório |
| 28 jun | 11:00 | Lahti-Liukkonen–Parkkinen | 0-2 | Štrbová–Dubovcová         | 19-21, 11-21 | Relatório |
| 1 jul  | 15:00 | Bárbara–Fernanda          | 2-0 | Štrbová–Dubovcová         | 21-15, 21-13 | Relatório |
| 1 jul  | 16:00 | Lahti-Liukkonen–Parkkinen | 2-0 | Revuelta–Orellana         | 21-11, 21-9  | Relatório |
| 2 jul  | 10:00 | Bárbara–Fernanda          | 2-0 | Lahti-Liukkonen–Parkkinen | 21-15, 21-17 | Relatório |
| 2 jul  | 10:00 | Štrbová–Dubovcová         | 2-0 | Revuelta–Orellana         | 21-16, 21-9  | Relatório |

## Fase eliminatória

### Repescagem
| 2 jul | 19:00 | Koshikawa–Murakami   | 0-2 | Xue–Wang X.               | 15-21, 10-21        | Relatório |
| 2 jul | 19:00 | Ukolova–Birlova      | 2-1 | Laird–Palmer              | 19-21, 21-13, 15-13 | Relatório |
| 2 jul | 19:15 | Gallay–Pereyra       | 2-1 | Lahti-Liukkonen–Parkkinen | 21-17, 13-21, 15-13 | Relatório |
| 2 jul | 20:30 | Körtzinger–Schneider | 2-0 | Megan–Nicole              | 21-19, 21-16        | Relatório |

### Pré-oitavas de final
| 3 jul | 16:00 | Menegatti–Toth               | 2-1 | Gallay–Pereyra       | 24-26, 21-17, 16-14 | Relatório |
| 3 jul | 16:00 | Ittlinger–Laboureur          | 1-2 | Sponcil–Claes        | 21-19, 19-21, 10-15 | Relatório |
| 3 jul | 12:00 | Pavan – Humana-Paredes       | 2-0 | Xia–Wang F.          | 21-18, 21-13        | Relatório |
| 3 jul | 13:00 | Larsen–Stockman              | 1-2 | Keizer–Meppelink     | 17-21, 21-13, 13-15 | Relatório |
| 3 jul | 15:00 | Borger–Sude                  | 2-1 | Behrens–Tillmann     | 19-21, 21-17, 15-13 | Relatório |
| 3 jul | 14:00 | Schützenhöferk–Plesiutschnig | 0-2 | Bárbara–Fernanda     | 16-21, 16-21        | Relatório |
| 3 jul | 14:00 | Betschart–Hüberli            | 2-1 | Štrbová–Dubovcová    | 16-21, 21-16, 16-14 | Relatório |
| 3 jul | 15:00 | Xue–Wang X.                  | 0-2 | Ana Patrícia–Rebecca | 11-21, 13-21        | Relatório |
| 3 jul | 16:00 | Heidrich – Vergé-Dépré       | 2-1 | Körtzinger–Schneider | 24-22, 19-21, 16-14 | Relatório |
| 3 jul | 15:00 | Clancy–Artacho               | 2-0 | Bansley–Wilkerson    | 21-15, 21-19        | Relatório |
| 3 jul | 18:00 | Makroguzova–Kholomina        | 2-0 | Fernández–Elsa       | 21-18, 21-17        | Relatório |
| 3 jul | 18:00 | Sweat–Walsh Jennings         | 0-2 | Ágatha–Duda          | 18-21, 16-21        | Relatório |
| 3 jul | 17:00 | Stubbe–Van Iersel            | 2-0 | Bieneck–Schneider    | 21-19, 21-12        | Relatório |
| 3 jul | 17:00 | Hughes–S. Ross               | 2-0 | Kozuch–Ludwig        | 21-15, 21-12        | Relatório |
| 3 jul | 18:00 | Klineman–A. Ross             | 2-1 | Antonelli – Carol    | 21-15, 13-21, 15-11 | Relatório |
| 3 jul | 17:00 | Ukolova–Birlova              | 0-2 | Graudina–Kravčenoka  | 20-22, 19-21        | Relatório |

### Oitavas de final
| 4 jul | 16:00 | Menegatti–Toth         | 2-0 | Sponcil–Claes        | 26-24, 21-16        | Relatório |
| 4 jul | 16:00 | Pavan – Humana-Paredes | 2-1 | Keizer–Meppelink     | 21-18, 18-, 15-9    | Relatório |
| 4 jul | 20:30 | Borger–Sude            | 1-2 | Bárbara–Fernanda     | 21-10, 17-21, 11-15 | Relatório |
| 4 jul | 18:00 | Betschart–Hüberli      | 2-1 | Ana Patrícia–Rebecca | 19-21, 21-15, 15-12 | Relatório |
| 4 jul | 14:00 | Heidrich – Vergé-Dépré | 1-2 | Clancy–Artacho       | 16-21, 23-21, 9-15  | Relatório |
| 4 jul | 14:00 | Makroguzova–Kholomina  | 2-1 | Ágatha–Duda          | 22-20, 18-21, 22-20 | Relatório |
| 4 jul | 13:00 | Stubbe–Van Iersel      | 0-2 | Hughes–S. Ross       | 14-21, 19-21        | Relatório |
| 4 jul | 13:00 | Klineman–A. Ross       | 2-0 | Graudina–Kravčenoka  | 21-11, 21-18        | Relatório |

### Quartas de final
| 5 jul | 11:15 | Menegatti–Toth   | 0-2 | Pavan – Humana-Paredes | 12-21, 12-21       | Relatório |
| 5 jul | 12:30 | Bárbara–Fernanda | 1-2 | Betschart–Hüberli      | 21-19,13-21, 13-15 | Relatório |
| 5 jul | 11:15 | Clancy–Artacho   | 2-0 | Makroguzova–Kholomina  | 24-22, 21-14       | Relatório |
| 5 jul | 12:30 | Hughes–S. Ross   | 0-2 | Klineman–A. Ross       | 18-21, 14-21       | Relatório |

### Semifinal
| 5 jul | 20:30 | Pavan – Humana-Paredes | 2-1 | Betschart–Hüberli | 23-21,17-21, 19-17 | Relatório |
| 5 jul | 19:15 | Clancy–Artacho         | 0-2 | Klineman–A. Ross  | 15-21, 18-21       | Relatório |

### Terceiro lugar
| 6 jul | 13:00 | Betschart–Hüberli | 0-2 | Clancy–Artacho | 18-21, 20-22 | Relatório |

### Final
| 6 jul | 15:15 | Pavan – Humana-Paredes | 2-0 | Klineman–A. Ross | 23-21, 23-21 | Relatório |

## Classificação final
| Posição                                     | Equipe                             | Pontuação   | Prêmio      |
| ------------------------------------------- | ---------------------------------- | ----------- | ----------- |
| Medalha de ouro                             | Sarah Pavan Melissa Humana-Paredes | 1600        | $ 60,000.00 |
| Medalha de prata                            | Alexandra Klineman April Ross      | 1440        | $ 45,000.00 |
| Medalha de bronze                           | Clancy Artacho                     | 1280        | $ 35,000.00 |
| 4                                           | Nina Betschart Tanja Hüberli       | 1120        | $ 28,000.00 |
| 5                                           |                                    |             |             |
| Bárbara Seixas Fernanda Berti               | 960                                | $ 18,000.00 |             |
| Marta Menegatti Viktoria Orsi Toth          | 960                                | $ 18,000.00 |             |
| Nadezda Makroguzova Svetlana Kholomina      | 960                                | $ 18,000.00 |             |
| Sara Hughes Summer Ross                     | 960                                | $ 18,000.00 |             |
| 9                                           |                                    |             |             |
| Ágatha Bednarczuk Duda Lisboa               | 800                                | $ 11,000.00 |             |
| Ana Patrícia Ramos Rebecca Cavalcante       | 800                                | $ 11,000.00 |             |
| Karla Borger Julia Sude                     | 800                                | $ 11,000.00 |             |
| Tina Graudina Anastasija Kravčenoka         | 800                                | $ 11,000.00 |             |
| Sanne Keizer Madelein Meppelink             | 800                                | $ 11,000.00 |             |
| Joy Stubbe Marleen van Iersel               | 800                                | $ 11,000.00 |             |
| Joana Heidrich Anouk Vergé-Dépré            | 800                                | $ 11,000.00 |             |
| Sarah Sponcil Kelly Claes                   | 800                                | $ 11,000.00 |             |
| 17                                          |                                    |             |             |
| Ana Gallay Fernanda Pereyra                 | 640                                | $ 7,000.00  |             |
| Katharina Schützenhöferk Lena Plesiutschnig | 640                                | $ 7,000.00  |             |
| Maria Elisa Antonelli Carol Solberg         | 640                                | $ 7,000.00  |             |
| Xia Xinyi Wang Fan                          | 640                                | $ 7,000.00  |             |
| Xue Chen Wang Xinxin                        | 640                                | $ 7,000.00  |             |
| Liliana Fernández Elsa Baquerizo            | 640                                | $ 7,000.00  |             |
| Kim Behrens Cinja Tillmann                  | 640                                | $ 7,000.00  |             |
| Victoria Bieneck Isabel Schneider           | 640                                | $ 7,000.00  |             |
| Sandra Ittlinger Chantal Laboureur          | 640                                | $ 7,000.00  |             |
| Leonie Körtzinger Sarah Schneider           | 640                                | $ 7,000.00  |             |
| Margareta Kozuch Laura Ludwig               | 640                                | $ 7,000.00  |             |
| Evgenia Ukolova Ekaterina Birlova           | 640                                | $ 7,000.00  |             |
| Andrea Štrbová Natália Dubovcová            | 640                                | $ 7,000.00  |             |
| Kelley Larsen Emily Stockman                | 640                                | $ 7,000.00  |             |
| Brooke Sweat Kerri Walsh Jennings           | 640                                | $ 7,000.00  |             |
| 33                                          |                                    |             |             |
| Nicole Laird Becchara Palmer                | 320                                | $ 4,800.00  |             |
| Megan McNamara Nicole McNamara              | 320                                | $ 4,800.00  |             |
| Taru Lahti-Liukkonen Anniina Parkkinen      | 320                                | $ 4,800.00  |             |
| Miki Koshikawa Megumi Murakami              | 320                                | $ 4,800.00  |             |
| 37                                          |                                    |             |             |
| Zeng Jinjin Lin Meimei                      | 160                                | $ 3,400.00  |             |
| Yuli Ayala Diana Rios                       | 160                                | $ 3,400.00  |             |
| Leila Martínez Mailen Tamayo                | 160                                | $ 3,400.00  |             |
| Randa Radwan Doaa Elghobashy                | 160                                | $ 3,400.00  |             |
| Martha Revuelta Zaira Orellana              | 160                                | $ 3,400.00  |             |
| Cousin Maita Nathalie Letendri              | 160                                | $ 3,400.00  |             |
| Nicole Laird Becchara Palmer                | 160                                | $ 3,400.00  |             |
| Tochukwu Nnoruga Francisca Ikhiede          | 160                                | $ 3,400.00  |             |
| Michelle Valiente Patricia Caballero        | 160                                | $ 3,400.00  |             |
| Mendoza Swan Lolette Rodríguez              | 160                                | $ 3,400.00  |             |
| Katarzyna Kociołek Kinga Wojtasik           | 160                                | $ 3,400.00  |             |
| Charlotte Nzayisenga Hakizimana Judith      | 160                                | $ 3,400.00  |             |
| Camila Bausero BMaría Rotti                 | 160                                | $ 3,400.00  |             |